# Karl Ludwig von Knebel
Karl Ludwig von Knebel (født 30. november 1744 på slottet Wallerstein i Franken, død 23. februar 1834 i Jena) var en tysk forfatter.
von Knebel gik i preussisk militærtjeneste, af hvilken han tog sin afsked efter 10 års forløb. I 1774 blev han
prinsehovmester i Weimar, og på en rejse til Frankrig med prinserne gjorde han i Frankfurt bekendtskab med Goethe og blev derved i stand til at introducere ham hos arveprins Karl August. I 1779 blev von Knebel pensioneret med majors karakter og levede i mange år i fortrolig omgang med den Weimarske digterkreds, især Goethe og Herder.
Han leverede gode oversættelser af Alfieri og Properts (i Schillers Horen) og optrådte selv som digter med Hymnen, Elegien, Lebensbliiten in Distichen (i "Litterarischer Nachlass", udgivet af Varnhagen og Mundt, 3 bind, 1835). Guhrauer udgav Knebels Briefwechsel mit Goethe (2 bind, 1851) og Düntzer Briefe von Schillers Gattin an einen vertrauten Freund (1850). Senere udkom Briefe Herzogs Karl August an Knebel und Herder (1883).